# Nicole Heesters
Nicole Heesters (Potsdam, 14 febbraio 1937) è un'attrice tedesca.

## Biografia
È due volte figlia d'arte, essendo nata dall'attore olandese con cittadinanza austriaca Johannes Heesters e dall'attrice teatrale belga Louisa Ghijs. È stata sposata con il regista Pit Fischer, con il quale ha avuto l'attrice Saskia Fischer.

## Filmografia

### Cinema
- Ich und meine Frau - regia di Eduard von Borsody (1953)
- Dieses Lied bleibt bei Dir - regia di Willi Forst (1954)
- Drei Männer im Schnee - regia di Erich Kästner (1955)
- Ihr erstes Rendezvous - regia di Axel von Ambesser (1955)
- Liebe, die den Kopf verliert - regia di Thomas Engel (1956)
- Das Liebesleben des schönen Franz - regia di Max Nosseck (1956)
- Der Glockengießer von Tirol - regia di Richard Häussler (1956)
- Der Winter, der ein Sommer war - regia di Fritz Umgelter (1976)
- Nach Mitternacht - regia di Wolf Gremm (1981)
- Kamikaze 1989 - regia di Wolf Gremm (1989)
- Ausgerechnet Zoé - regia di Markus Imboden (1994)
- Lamorte - regia di Xaver Schwarzenberger (1997)
- Meschugge - regia di Dani Levy (1998)
- Deutschlandspiel - regia di Hans-Christoph Blumenberg (2000)
- Zeit zu leben - regia di Matti Geschonneck (2007)
- Die Wolf-Gäng - regia di Tim Trageser (2020)

### Televisione
- L'altro - miniserie TV (1972)
- Geliebter Mörder - film TV (1972)
- Tatort - serie TV (1978-1980)
- Solange es die Liebe gibt - serie TV (1996)
- Klemperer – Ein Leben in Deutschland - serie TV (1999)
- Der Vamp im Schlafrock - film TV (2001)
- Der letzte Zeuge - serie TV (2002)
- Rosamunde Pilcher: Gewissheit des Herzens - film TV (2003)
- Bella Block - serie TV (2004)
- Sehnsucht nach Rimini - film TV (2007)
- Eine Liebe in St. Petersburg - film TV (2009)
- Einsatz in Hamburg - serie TV (1 episodio) (2010)
- 14º Distretto - serie TV (1 episodio) (2010)
- Squadra Speciale Vienna - serie TV (1 episodio) (2011)
- Un'estate a Parigi - film TV (2011)
- Die Holzbaronin - film TV (2012)
- Tiefe Wunden – Ein Taunuskrimi - film TV (2015)

## Doppiatrici italiane
Nelle versioni in italiano delle opere in cui ha recitato,Nicole Heesters è stata doppiata da:
- Anna Teresa Eugeni in Un'estate a Parigi